# J'ai demandé à la lune
J'ai demandé à la lune è il secondo singolo tratto dall'album Paradize del gruppo rock francese Indochine, pubblicato nel 2002.

## Il brano
Il brano quasi non esisteva perché gli Indochine non erano arrivati ad una versione finale. È stato il loro produttore della Sony, Hervé Lausanne, che li ha convinti a continuare a cercare perché ha visto un segno in questo brano. È stato lui stesso che ha avuto l'idea di domandare a Mickaël Furnon di scrivere per il gruppo. Aveva ancora il demo con questo brano ed altri due che sono stati dimenticati.
All'epoca delle registrazioni dell'album Nicola Sirkis aveva proposto a Pauline, la figlia del suo amico  Rudy Léonet, che aveva allora otto anni, di eseguire i cori, questo avrebbe contribuito al successo finale del brano.
Nel 2010, nel corso di una manifestazione di raccolta fondi per Haiti, Nicola ha cantato il brano in duetto con la cantante canadese Cœur de Pirate al piano.
Si è classificato al 1º posto nella classifica francese dei singoli e belga nel 2002.

## Video
Nel video del brano, diretto da Yves Bottalico, appare Nicola che cammina con in braccio prima una neonata, poi una bambina ed infine appare Pauline che canta con lui in duetto. Appaiono anche Boris e Olivier che suonano la chitarra e camminano nella stessa direzione.

## Tracce
CD singolo
1. J'ai demandé à la lune – 3:29 (Mickaël Furnon, Nicola Sirkis)
2. J'ai demandé à la lune (Frédéric Sanchez remix) – 2:50

CD singolo (édition puzzle standard "Haut")
1. J'ai demandé à la lune – 3:29 (Mickaël Furnon, Nicola Sirkis)
2. Punker – 2:50 (Nicola Sirkis)
3. Glory Hole – 3:27 (Olivier Gérard)

CD singolo (édition puzzle limitée "Bas")
1. J'ai demandé à la lune – 3:29 (Mickaël Furnon, Nicola Sirkis)
2. Punker – 2:50 (Nicola Sirkis)
3. Comateen II – 3:50 (Nicola Sirkis, Olivier Gérard, Valérie Rouzeau)

## Formazione
Hanno partecipato alle registrazioni, secondo le note del singolo:
Musicisti
- Nicola Sirkis – voce
- Olivier Gérard – chitarra
- Matthieu Rabaté – batteria
- Jean-Pierre Pilot - tastiere, archi
- Marc Éliard - basso
- Pauline Léonet - cori

Tecnici
- Olivier Gérard - produzione
- Phil Delire – produzione
- Gareth Jones – missaggio
- George Marino – mastering

## Classifiche
| Classifica (2002) | Posizione massima |
| ----------------- | ----------------- |
| Francia           | 1                 |
| Belgio            | 1                 |
| Svizzera          | 4                 |